# بيكسي غيلدوف
ليتل بيكسي جيلدوف (بالإنجليزية: Pixie Geldof)‏ (مواليد 17 سبتمبر 1990) عارضة أزياء ومغنية إنجليزية. وهي ابنة الثالثة لبوب جيلدوف وبولا ييتس.

## روابط خارجية
- بيكسي غيلدوف على موقع ميوزك برينز (الإنجليزية)
- بيكسي غيلدوف على موقع ديسكوغز (الإنجليزية)
- بيكسي غيلدوف على موقع دليل عارضات الأزياء (الإنجليزية)
- بيكسي غيلدوف في موديلز.كوم